# Stefan Gołaszewski (samorządowiec)
Stefan Gołaszewski (ur. 6 października 1944) – polski samorządowiec i przedsiębiorca, w latach 1997–1998 prezydent Tomaszowa Mazowieckiego, w latach 1999–2001 starosta tomaszowski.

## Życiorys
Zdobył wykształcenie wyższe inżynierskie. Założył przedsiębiorstwo Grunt-Bud, działał jako rzeczoznawca w zakresie szacowania ceny nieruchomości. Został członkiem Polskiego Stronnictwa Ludowego, od 1997 do 1998 roku pełnił funkcję prezydenta miasta (po dymisji Zbigniewa Knapa). W latach 1999–2001 był pierwszym starostą powiatu tomaszowskiego. Później wszedł w skład rady gospodarczej przy prezydencie miasta.